# Shearia shushenskaya
Shearia shushenskaya är en mångfotingart som beskrevs av Mikhaljova 2000. Shearia shushenskaya ingår i släktet Shearia och familjen Diplomaragnidae. Inga underarter finns listade i Catalogue of Life.